# 聖彌額爾修道院
聖彌額爾修道院（義大利語：sacra di San Michele）是位於義大利北部的一座修道院，是皮埃蒙特地區的地標性建築之一。在羅馬帝國時期，這裡曾是一座軍事要塞。而現在的修道院則大約建於10世紀末期。

## 外部連結
- 官方網站 （页面存档备份，存于） （意大利文） （德文） （英文） （西班牙文） （法文）
- 相片 （页面存档备份，存于）